# Hypodryas staudingeri
Hypodryas staudingeri är en fjärilsart som beskrevs av Wnukowsky 1929. Hypodryas staudingeri ingår i släktet Hypodryas och familjen praktfjärilar. Inga underarter finns listade i Catalogue of Life.